# Adolfo II, conte di Mark
Adolfo II di Mark in tedesco: Adolf II. von der Mark (1300 circa – 20 ottobre 1347) fu conte di Mark, dal 1328 alla sua morte.

## Origine
Secondo la Genealogia Comitum de Marka, Adolfo era il figlio primogenito del conte della contea di Mark, Engelberto II e della moglie, la Signora d'Arenberg, Matilde d'Arenberg († 18 marzo 1328), che ancora secondo la Genealogia Comitum de Marka era figlia di Giovanni d'Arenberg e di Caterina di Jülich, sorella di Gerardo VI di Jülich; secondo la nota 1 del documento n° 757 del Urkundenbuch für die Geschichte des Niederrheins, Volume 2, datato 1281, Giovanni d'Arenberg era figlio del signore d'Arenberg, Gerardo burgravio di Colonia e di Matilde di Holte (Methildis nobilis matrona domina de Holthe, relicta quondam nobilis viri domini Gerardi Burgravii Coloniensis domini de Areberg).

Secondo la Chronica Comitum de Marka, Engelberto II de la Marca, era il figlio primogenito del conte di Mark, Eberardo I e della prima moglie, Ermengarda di Berg, figlia del conte di Berg, Adolfo IV e della moglie, Margherita di Hochstaden, la nipote di Corrado di Hochstaden.

## Biografia
Adolfo, in gioventù, era stato fidanzato con Ermengarda di Kleve, figlia del conte di Kleve, Ottone (Ermegardi nata quondam Ottonis de Cleuis), che poi non sposò, come ci viene confermato dal documento n° 225 dell'Urkundenbuch für die Geschichte des Niederrheins, Volume 3, in cui si specifica che il matrimonio non venne consumato, e che, Ermengarda sposò un altro (Giovanni di Arkel).
Suo padre, Engelberto II, secondo la Chronica Comitum de Marka, morì il 18  luglio 1328, e fu sepolto nel monastero di Fröndenberg; a Engelberto II, nella Contea di Mark, succedette Adolfo, figlio primogenito, come Adolfo II, mentre nella Signoria d'Arenberg gli succedette il figlio terzogenito, Eberardo, come Eberardo I.
Ancora secondo la Chronica Comitum de Marka, l'altro suo fratello, il figlio secondogenito, Engelberto, con l'approvazione del re di Francia, Filippo VI di Valois, fu nominato vescovo di Liegi da papa Clemente VI, e, dopo le festività di Pasqua del 1345, entrò in Liegi, dove fu accolto con onore.
Sempre secondo la Chronica Comitum de Marka, Adolfo, in quello stesso anno (1345), a Rikelinchusen, si scontrò con le truppe dell'arcivescovo di Colonia, Waleramo di Jülich, riportò una vittoria, facendo anche molti prigionieri; Waleramo di Jülich, con un altro contingente si avviò verso la contea, ma di fronte ad Adolfo II, che aveva raccolto un numeroso esercito, si arrestò e, anche per l'intermediazione del duca di Brabante, Giovanni III, fu fatta la pace, e i prigionieri furono liberati, dietro pagamento di una certa somma.
Adolfo, nel 1347, si trovava nel Ducato di Gheldria, per assistere (in terra Gelrie ubi in manburnum fuit assumptus) il nuovo duca, Rinaldo III, ancora minorenne, quando morì e fu sepolto nel monastero di Fröndenberg; ad Adolfo, nella Contea di Mark, succedette Engelberto, il figlio primogenito, come Engelberto III.

## Matrimonio e discendenza
Secondo la Genealogia Comitum de Marka, Adolfo  aveva sposato Margherita di Kleve († dopo il 1348), figlia del conte di Kleve, Teodorico VII e di Margherita di Gheldria, che era sorella del Conte di Gheldria, Rinaldo II, figlia del Conte di Gheldria, Rinaldo I e di Margherita Dampierre o di Fiandra; secondo il documento n° 225 del Urkundenbuch für die Geschichte des Niederrheins, Volume 3, per poter celebrare il matrimonio, il papa Giovanni XXII dovette rilasciare una dispensa papale; Margherita viene citata assieme al marito, Adolfo (Aloph greue van der Marka, Margareta greuinne van der Marka), nel documento n° 378 del Gedenkwaardigheden uit de geschiedenis van Gelderland, I, datato 16 agosto 1341. 
Adolfo da Margherita ebbe sette figli:
- Engelberto (1333-1391), conte di Mark[16];
- Margherita († 1409), che sposò Giovanni I, conte di Nassau-Dillenburg, come da documento n° 396 del Urkundenbuch für die Geschichte des Niederrheins, Volume 3[22];
- Matilde († dopo il 17 gennaio 1395), che sposò Eberardo II di Isenburg, conte di Grenzau;
- Adolfo (1334-1394), Vescovo di Münster, Arcivescovo di Colonia (Adolf von der Mark) e successivamente Conte di Kleve, come da documento n° 846 del Urkundenbuch für die Geschichte des Niederrheins, Volume 3[23];
- Teodorico[24] (1336-1406), signore di Dinslaken e vescovo di Liegi;
- Eberardo[25] (1341- dopo il 1360), prevosto a Münster;
- Elisabetta († prima del 1361), che sposò Gumprecht di Heppendorf.

## Ascendenza
|                           |                    |                               | Genitori                       |  |  | Nonni |  |  | Bisnonni                    |  |  | Trisnonni               |  |
|                           |                    |                               |                                |  |  |       |  |  | Engelberto I, conte di Mark |  |  | Adolfo I, conte di Mark |  |
|                           |                    |                               |                                |  |  |       |  |  | Engelberto I, conte di Mark |  |  | Adolfo I, conte di Mark |  |
|                           |                    | Ermengarda di Gheldria        |                                |  |  |       |  |  | Engelberto I, conte di Mark |  |  |                         |  |
| Eberardo I, conte di Mark |                    |                               |                                |  |  |       |  |  | Engelberto I, conte di Mark |  |  |                         |  |
|                           |                    | Cunegonda di Blieskastel      | …                              |  |  |       |  |  |                             |  |  |                         |  |
|                           |                    | Cunegonda di Blieskastel      | …                              |  |  |       |  |  |                             |  |  |                         |  |
|                           |                    | Cunegonda di Blieskastel      | …                              |  |  |       |  |  |                             |  |  |                         |  |
| Engelberto II de la Marca |                    | Cunegonda di Blieskastel      |                                |  |  |       |  |  |                             |  |  |                         |  |
|                           |                    | Adolfo IV di Berg             | Enrico IV di Limburgo          |  |  |       |  |  |                             |  |  |                         |  |
|                           |                    | Adolfo IV di Berg             | Enrico IV di Limburgo          |  |  |       |  |  |                             |  |  |                         |  |
|                           |                    | Adolfo IV di Berg             | Ermengarda di Berg             |  |  |       |  |  |                             |  |  |                         |  |
| Ermengarda di Berg        |                    | Adolfo IV di Berg             |                                |  |  |       |  |  |                             |  |  |                         |  |
|                           |                    | Margherita di Hochstaden      | Lotario I di Hochstaden        |  |  |       |  |  |                             |  |  |                         |  |
|                           |                    | Margherita di Hochstaden      | Lotario I di Hochstaden        |  |  |       |  |  |                             |  |  |                         |  |
|                           |                    | Margherita di Hochstaden      | Matilde di Vianden             |  |  |       |  |  |                             |  |  |                         |  |
| Adolfo II di Mark         |                    | Margherita di Hochstaden      |                                |  |  |       |  |  |                             |  |  |                         |  |
|                           | Gerardo d'Arenberg | …                             |                                |  |  |       |  |  |                             |  |  |                         |  |
|                           | Gerardo d'Arenberg | …                             |                                |  |  |       |  |  |                             |  |  |                         |  |
|                           | Gerardo d'Arenberg | …                             |                                |  |  |       |  |  |                             |  |  |                         |  |
| Giovanni d'Arenberg       | Gerardo d'Arenberg |                               |                                |  |  |       |  |  |                             |  |  |                         |  |
|                           |                    | Matilde di Holte              | …                              |  |  |       |  |  |                             |  |  |                         |  |
|                           |                    | Matilde di Holte              | …                              |  |  |       |  |  |                             |  |  |                         |  |
|                           |                    | Matilde di Holte              | …                              |  |  |       |  |  |                             |  |  |                         |  |
| Matilde d'Arenberg        |                    | Matilde di Holte              |                                |  |  |       |  |  |                             |  |  |                         |  |
|                           |                    | Guglielmo IV, conte di Jülich | Guglielmo III, conte di Jülich |  |  |       |  |  |                             |  |  |                         |  |
|                           |                    | Guglielmo IV, conte di Jülich | Guglielmo III, conte di Jülich |  |  |       |  |  |                             |  |  |                         |  |
|                           |                    | Guglielmo IV, conte di Jülich | Matilde di Limburgo            |  |  |       |  |  |                             |  |  |                         |  |
| Caterina di Jülich        |                    | Guglielmo IV, conte di Jülich |                                |  |  |       |  |  |                             |  |  |                         |  |
|                           |                    | Riccarda di Gheldria          | Gerardo III di Gheldria        |  |  |       |  |  |                             |  |  |                         |  |
|                           |                    | Riccarda di Gheldria          | Gerardo III di Gheldria        |  |  |       |  |  |                             |  |  |                         |  |
|                           |                    | Riccarda di Gheldria          | Margherita di Brabante         |  |  |       |  |  |                             |  |  |                         |  |
|                           |                    | Riccarda di Gheldria          |                                |  |  |       |  |  |                             |  |  |                         |  |

### Fonti primarie
- (LA)  Urkundenbuch für die Geschichte des Niederrheins, Volume 2.
- (LA)  Monumenta Germaniae Historica, tomus XXIII.
- (NL)  Gedenkwaardigheden uit de geschiedenis van Gelderland, I.
- (LA)  Monumenta Germaniae Historica, Scriptores rerum Germanicarum, Nova series, tomus VI.
- (LA)  (NL)  Urkundenbuch für die Geschichte des Niederrheins, Volume 3.

### Letteratura storiografica
- (LA)  (DE)  Levold's von Northof Chronik der Grafen von der Mark und der Erzbischöfe.